# Sharon, Pennsylvania
Sharon là một thành phố thuộc quận Mercer, tiểu bang Pennsylvania, Hoa Kỳ. Năm 2010, dân số của thành phố này là 14038 người.